# Borboropactus noditarsis
Borboropactus noditarsis es una especie de araña cangrejo del género Borboropactus, familia Thomisidae. Fue descrita científicamente por Simon en 1903.

## Distribución
Esta especie se encuentra en África Occidental.